# Loveless Fascination
Albums de Starship
Love Among the Cannibals
(1989)
Loveless Fascination est le quatrième album de Starship, sorti en 2013. C'est le premier album du groupe mené par Mickey Thomas depuis Love Among the Cannibals, sorti plus de vingt ans auparavant. Il est produit par le bassiste de Foreigner Jeff Pilson (en) (ex-Dokken et Dio), qui est également l'auteur de huit des dix chansons de l'album.

## Titres
Toutes les chansons sont de Jeff Pilson, sauf mention contraire.
1. It's Not the Same as Love – 4:52
2. How Do You Sleep? – 4:28
3. Loveless Fascination – 3:38
4. What Did I Ever Do? – 4:54
5. Technicolor Black and White – 5:08
6. Where Did We Go Wrong? – 4:49
7. How Will I Get By? – 4:33
8. You Never Know (Niklas Jared, Richard Page, David Stenmark) – 4:33
9. You Deny Me – 4:21
10. Nothin' Can Keep Me from You (Diane Warren) – 5:31

## Musiciens

### Starship
- Jeff Adams : basse, chœurs
- Phil Bennett : claviers, chœurs
- Stephanie Calvert : chant
- John Roth (en) : guitare, chœurs
- Mickey Thomas : guitare, chant
- Darrell Verdusco : batterie, chœurs

### Autres musiciens
- Mark Abrahamian (en) : guitare
- Chris Frazier (en) : batterie
- Jeff Pilson (en) : basse, guitare, claviers, chant
- Mark Schulman (en) : batterie
- John Wedemeyer : guitare